# Elio Rodríguez (futbolista)
Elio Rodríguez Silvera (Rocha, 13 de noviembre de 1962) es un exfutbolista y entrenador uruguayo. Jugaba de mediocampista y militó en diversos equipos de Uruguay, Argentina y Chile.
Es padre de los deportistas mellizos Déborah y Ángel Leonardo Rodríguez

## Clubes

### Como futbolista
| Club                  | País      | Año       |
| --------------------- | --------- | --------- |
| Liverpool             | Uruguay   | 1986-1987 |
| Mandiyú de Corrientes | Argentina | 1987-1991 |
| Chaco For Ever        | Argentina | 1992-1993 |
| Cobreloa              | Chile     | 1993      |
| Huracán Buceo         | Uruguay   | 1994      |
| Villa Española        | Uruguay   | 1994-1997 |
| Frontera Rivera       | Uruguay   | 1998-1999 |

### Como entrenador
| Club     | País    | Año       | PJ | PG | PE | PP | GF | GC | DG | Efect. |
| -------- | ------- | --------- | -- | -- | -- | -- | -- | -- | -- | ------ |
| Canadian | Uruguay | 2014-2016 | 51 | 18 | 11 | 22 | 67 | 72 | -5 | 42%    |
| Cerrito  | Uruguay | 2016      | 0  | 0  | 0  | 0  | 0  | 0  | 0  | 0%     |
| Huracán  | Uruguay | 2017      | 7  | 0  | 3  | 4  | 6  | 13 | -7 | 14%    |